# معهد ماساتشوستس للتقانة
معهد ماساتشوستس للتكنولوجيا أو معهد ماساتشوستس للتقانة (بالإنجليزية: Massachusetts Institute of Technology)، ويعرف اختصارًا بـ«إم آي تي» (MIT)، هو معهد بحثي خاص بقع في مدينة كامبريدج بولاية ماساتشوستس في الولايات المتحدة الأمريكية. تأسس المعهد عام 1861، ولعب دورًا بارزًا في تقدم العديد من مجالات التكنولوجيا والعلوم الحديثة.
جاء تأسيس المعهد استجابةً لتصاعد حركة التصنيع في الولايات المتحدة، حيث أسس ويليام بارتون روجرز مدرسة في بوسطن تهدف إلى إنتاج "معرفة مفيدة". بدأ المعهد بتمويل أولي من منحة أرض اتحادية، واعتمد نموذجًا متعدد التخصصات يركز على التعليم العملي في العلوم التطبيقية والهندسة من خلال المختبرات. في عام 1916، انتقل معهد ماساتشوستس للتقانة من بوسطن إلى كامبريدج، وازدهر سريعًا عبر التعاون مع الصناعة الخاصة، والجهات العسكرية، والوكالات الفيدرالية الجديدة للبحث العلمي، التي ساهم أعضاء هيئة التدريس في معهد ماساتشوستس للتقانة مثل فانيفار بوش في تأسيسها. في أواخر القرن العشرين، أصبح المعهد من أبرز مراكز البحث في مجالات علوم الحاسوب، والتقنيات الرقمية، والذكاء الاصطناعي، والمشروعات العلمية الكبرى مثل مشروع الجينوم البشري. وتعتبر كلية الهندسة الأكبر ضمن معهد ماساتشوستس للتقانة، إلى جانب وجود برامج قوية في العلوم الأساسية، والعلوم الاجتماعية، وإدارة الأعمال، والعلوم الإنسانية.
يمتد حرم المعهد الحضري على طول نهر تشارلز لمسافة تزيد عن ميل (حوالي 1.6 كيلومتر)، ويشتهر الحرم بمبانيه الأكاديمية المتصلة عبر ممرات، بالإضافة إلى العديد من المباني الحديثة ذات الطراز المعماري المميز. كما يمتلك معهد ماساتشوستس للتقانة مرافق خارج الحرم مثل مختبر لينكولن ومرصد هايستاك، إلى جانب مختبرات مرتبطة مثل معهد برود ومعهد وايتهيد. تشتهر حياة الطلاب في المعهد بالأعباء الدراسية المكثفة، والتركيز العملي على البحث والدروس، إضافة إلى النكات المعقدة المعروفة باسم "هاكس".
حتى أكتوبر 2024، كان معهد ماساتشوستس للتقانة مرتبطًا بـ 105 حائزين على جائزة نوبل، و26 فائزًا بجائزة تورينج، و8 حاصلين على ميدالية فيلدز كخريجين أو أعضاء هيئة تدريس أو باحثين. كما ضم المعهد 58 من حاملي الميدالية الوطنية للعلوم، و29 من حاملي الميدالية الوطنية للتكنولوجيا والابتكار، و50 من زملاء ماك آرثر، و83 من حاملي منح مارشال، و41 رائد فضاء، و16 كبير علماء في القوات الجوية الأمريكية، و8 رؤساء دول أجانب. ويشتهر المعهد أيضًا بثقافته الريادية القوية، حيث أسس خريجوه العديد من الشركات الكبرى والبارزة.

## تاريخ

### التاريخ الحديث
واكب معهد ماساتشوستس للتقنية العصر الرقمي وساهم في تقدمه. بالإضافة إلى تطويره لأسس الحوسبة الحديثة وتقنيات الشبكات، كتب الطلاب والموظفون وأعضاء هيئة التدريس في مشروع ماك، ومختبر الذكاء الاصطناعي، ونادي نموذج السكك الحديدية التقنية، بعض أوائل ألعاب الفيديو التفاعلية للحاسوب مثل "حرب الفضاء!"، كما أبدعوا العديد من مصطلحات وثقافة القراصنة الرقميين. نشأت عدة منظمات كبرى متعلقة بالحوسبة في المعهد منذ ثمانينيات القرن العشرين: مشروع البرمجيات الحرة لريتشارد ستولمان ومؤسسة البرمجيات الحرة التي تأسست في منتصف الثمانينيات في مختبر الذكاء الاصطناعي؛ مختبر الوسائط في المعهد الذي أسسه نيكولاس نيغروبونتي وجيروم ويسنر عام 1985 لتعزيز البحث في الاستخدامات المبتكرة لتقنية الحاسوب؛ منظمة اتحاد الشبكة العالمية لوضع المعايير التي تأسست في مختبر علوم الحاسوب عام 1994 على يد تيم بيرنرز-لي؛ مشروع الموارد التعليمية المفتوحة الذي أتاح مواد أكثر من ألفي مقرر دراسي من المعهد عبر الإنترنت مجانًا منذ عام 2002؛ ومبادرة "حاسوب محمول لكل طفل" لتوسيع التعليم الحاسوبي والاتصال للأطفال حول العالم التي أطلقت عام 2005.
تم تصنيف المعهد ككلية منح بحرية عام 1976 لدعم برامجه في علوم المحيطات والبحار، وككلية منح فضائية عام 1989 لدعم برامجه في الطيران والفضاء. وعلى الرغم من تراجع الدعم المالي الحكومي خلال ربع القرن الماضي، أطلق المعهد عدة حملات تطوير ناجحة لتوسيع الحرم الجامعي بشكل كبير: مهاجع ومبانٍ رياضية جديدة في الحرم الغربي؛ مركز تانغ للتعليم الإداري؛ عدة مبانٍ في الركن الشمالي الشرقي من الحرم لدعم أبحاث في علم الأحياء وعلوم الدماغ والإدراك والجينوم والتقنيات الحيوية وأبحاث السرطان؛ وعدد من المباني الجديدة في شارع فاسار، منها مركز ستاتا. تضمن البناء في الحرم خلال العقد الأول من الألفية توسعات في مختبر الوسائط، والحرم الشرقي لكلية سلون، وسكن الطلاب الخريجين في الشمال الغربي. في عام 2006، أطلقت الرئيسة هوكفيلد مجلس أبحاث الطاقة في المعهد لدراسة التحديات البينية التي تفرضها زيادة استهلاك الطاقة عالميًا.

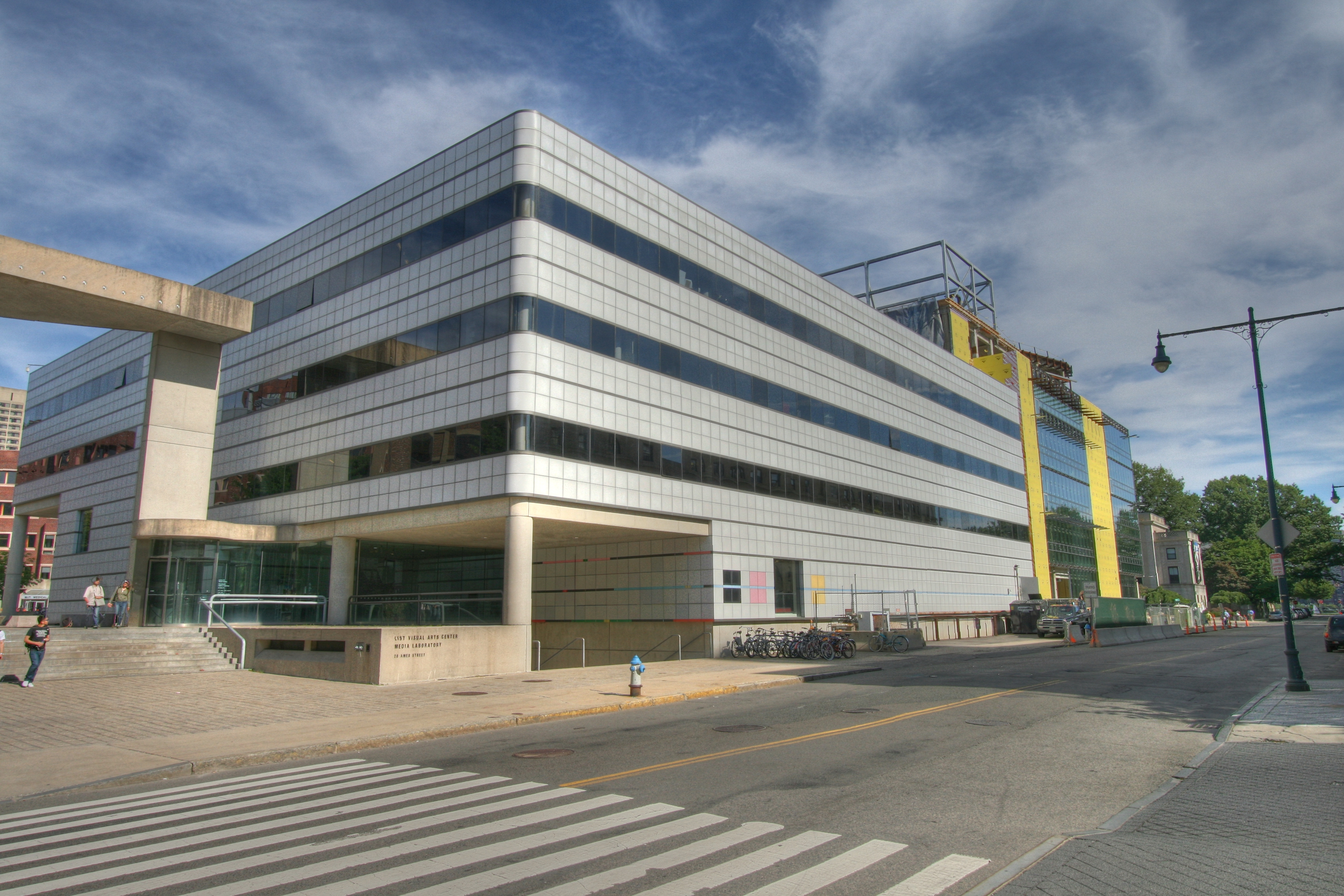
يضم مختبر الوسائط في معهد ماساتشوستس للتكنولوجيا باحثين يعملون على تطوير استخدامات مبتكرة لتقنيات الحاسوب، ويظهر في الصورة مبنى المختبر الذي بُني عام 1985 وصمّمه المعماري آي. إم. باي، بالإضافة إلى التوسعة (يمين الصورة) التي صمّمها فوميهيكو ماكي وافتُتحت في مارس 2010.

في عام 2001، وبإلهام من حركات المصادر المفتوحة والوصول المفتوح، أطلق المعهد مشروع الموارد التعليمية المفتوحة لإتاحة ملاحظات المحاضرات، ومسائل الواجبات، والمناهج، والاختبارات، والمحاضرات لمعظم مقرراته عبر الإنترنت مجانًا، ولكن دون اعتماد رسمي للدورات المكتملة. رغم ارتفاع تكلفة دعم واستضافة المشروع، توسع المشروع عام 2005 ليشمل جامعات أخرى ضمن اتحاد الموارد التعليمية المفتوحة، الذي يضم اليوم أكثر من 250 مؤسسة أكاديمية بمحتوى متاح على الأقل بست لغات. في عام 2011، أعلن المعهد عن تقديم شهادات رسمية (دون منح درجات أو شهادات أكاديمية) للمشاركين عبر الإنترنت الذين يكملون المقررات ضمن برنامج "إم آي تي إكس" مقابل رسوم رمزية. تم تطوير منصة التعليم الإلكتروني الداعمة لبرنامج "إم آي تي إكس" بالتعاون مع جامعة هارفارد ومبادرتها المماثلة "هارفارد إكس". المنصة مفتوحة المصدر، وقد انضمت إليها جامعات أخرى وأضافت محتواها الخاص. في آذار 2009، تبنى أعضاء هيئة التدريس في المعهد سياسة الوصول المفتوح لجعل أبحاثهم متاحة للجمهور عبر الإنترنت.
يمتلك المعهد قوة شرطة خاصة به. بعد ثلاثة أيام من تفجير ماراثون بوسطن في نيسان 2013، قُتل ضابط دورية شرطة المعهد شون كوليير برصاص المشتبه بهما جوهر وتامرلان تسارناييف، مما أدى إلى مطاردة عنيفة أغلقت الحرم الجامعي ومعظم منطقة بوسطن ليوم كامل. بعد أسبوع، حضر أكثر من عشرة آلاف شخص مراسم تأبين كوليير، في فعالية استضافها مجتمع المعهد بمشاركة آلاف من ضباط الشرطة من منطقة نيو إنجلاند وكندا. في 25 تشرين الثاني 2013، أعلن المعهد عن إنشاء "ميدالية كوليير" لتمنح سنويًا "لشخص أو مجموعة تجسد شخصية وصفات الضابط كوليير كعضو في مجتمع المعهد وفي جميع جوانب حياته". كما نص الإعلان على أن "الحاصلين المستقبليين على الجائزة سيشملون أولئك الذين تتجاوز مساهماتهم حدود مهنتهم، وأولئك الذين ساهموا في بناء جسور داخل المجتمع، وأولئك الذين يؤدون أعمالًا طيبة باستمرار ونكران ذات".
في أيلول 2017، أعلن المعهد عن إنشاء مختبر أبحاث الذكاء الاصطناعي المشترك مع شركة آي بي إم، باسم "مختبر الذكاء الاصطناعي إم آي تي-آي بي إم واتسون". ستنفق الشركة 240 مليون دولار خلال العقد القادم، وسيعمل في المختبر علماء من المعهد وشركة آي بي إم. في تشرين الأول 2018، أعلن المعهد عن افتتاح "كلية شفارتزمان للحوسبة" المخصصة لدراسة الذكاء الاصطناعي، والتي سميت باسم المتبرع الرئيسي والرئيس التنفيذي لمجموعة بلاكستون ستيفن شفارتزمان. تركز الكلية الجديدة على دراسة الذكاء الاصطناعي بشكل متعدد التخصصات، وكيفية استخدامه في مجالات متنوعة مثل التاريخ وعلم الأحياء. من المتوقع أن تبلغ تكلفة المباني وأعضاء هيئة التدريس الجدد للكلية الجديدة مليار دولار عند اكتمالها.
تم تصميم وبناء مرصد مقياس التداخل الليزري لرصد موجات الجاذبية من قبل فريق من علماء معهد كاليفورنيا للتقنية، ومعهد ماساتشوستس للتقنية، ومقاولين صناعيين، وبتمويل من مؤسسة العلوم الوطنية. صُمم المرصد لفتح مجال فلك موجات الجاذبية من خلال رصد الموجات التي تنبأت بها النسبية العامة. تم رصد موجات الجاذبية لأول مرة بواسطة المرصد عام 2015. تقديرًا لمساهماتهم في المرصد ورصد موجات الجاذبية، فاز عالما معهد كاليفورنيا للتقنية كيب ثورن وباري بارش، وعالم المعهد راينر فايس بجائزة نوبل في الفيزياء عام 2017. فايس، وهو أيضًا خريج المعهد، صمم تقنية التداخل الليزري التي شكلت الأساس للمرصد.
في نيسان 2024، انضم طلاب المعهد إلى جامعات أخرى في الولايات المتحدة في احتجاجات ونصب خيام اعتراضًا على الحرب في غزة. شبّه الطلاب تحركاتهم بالاحتجاجات التاريخية ضد الغزو الأمريكي لفيتنام واستثمارات المعهد في نظام الفصل العنصري بجنوب أفريقيا؛ وطالبوا بإنهاء العلاقات مع وزارة الدفاع الإسرائيلية.

## الحرم الجامعي
يمتد حرم معهد ماساتشوستس للتكنولوجيا، الذي تبلغ مساحته 166 فدانًا (67.2 هكتارًا) في مدينة كامبريدج، على مسافة تقارب الميل على الجانب الشمالي لحوض نهر تشارلز. ينقسم الحرم تقريبًا إلى نصفين بواسطة شارع ماساتشوستس، حيث تقع معظم المهاجع ومرافق الحياة الطلابية في الجهة الغربية، بينما توجد معظم المباني الأكاديمية في الجهة الشرقية. أقرب جسر إلى المعهد هو جسر هارفارد، المعروف بقياس طوله بوحدة غير معيارية تسمى "سموت".

المبنى رقم 10 في معهد ماساتشوستس للتكنولوجيا والقبة الكبرى المطلة على ساحة كيليان

يقع موقف قطار الخط الأحمر في محطة كيندال/MIT على الحافة الشمالية الشرقية للحرم، في ساحة كيندال. تضم الأحياء المحيطة بالمعهد مزيجًا من شركات التكنولوجيا العالية التي تحتل مبانٍ مكتبية حديثة ومباني صناعية مجددة، بالإضافة إلى أحياء سكنية متنوعة اجتماعيًا واقتصاديًا. في أوائل عام 2016، قدم المعهد خطة تطوير لساحة كيندال لمدينة كامبريدج، تضمنت إنشاء مبانٍ تعليمية عالية، ومساحات تجارية وسكنية، وحاضنات للشركات الناشئة، ومساحات مكتبية حول محطة قطار الأنفاق. انتقل متحف المعهد إلى موقع قريب جدًا من مدخل محطة مترو كيندال، ليلتحق بمركز فنون ليست البصري في الطرف الشرقي من الحرم.
يحمل كل مبنى في المعهد رقمًا (قد يسبقه حرف مثل W أو N أو E أو NW)، ومعظمها يحمل اسمًا أيضًا. عادةً ما يُشار إلى المباني الأكاديمية والمكتبية بالأرقام، بينما تُعرف المهاجع بأسمائها. تعكس أرقام المباني ترتيب بنائها وموقعها النسبي (شمالي، غربي، شرقي) بالنسبة لمجموعة مباني ماكلورين الأصلية. ترتبط العديد من المباني ببعضها فوق الأرض وكذلك عبر شبكة واسعة من الأنفاق، مما يوفر حماية من الطقس في كامبريدج ويشكل مكانًا للنكات العملية المعروفة باسم "هاكينج الأسطح والأنفاق".
المصدر الرئيسي للطاقة في الحرم هو الغاز الطبيعي. وبموازاة حملات جمع التبرعات لتوسيع الحرم، قام المعهد أيضًا بتجديد المباني القائمة بشكل مكثف لتحسين كفاءة الطاقة فيها. اتخذ المعهد خطوات لتقليل تأثيره البيئي من خلال تشغيل حافلات حرم تستخدم وقودًا بديلًا، ودعم تذاكر النقل العام، وبناء محطات لتوليد الطاقة الشمسية، وإنشاء محطة توليد مشترك لتوفير الكهرباء والتدفئة والتبريد في الحرم.

### مرافق الأبحاث

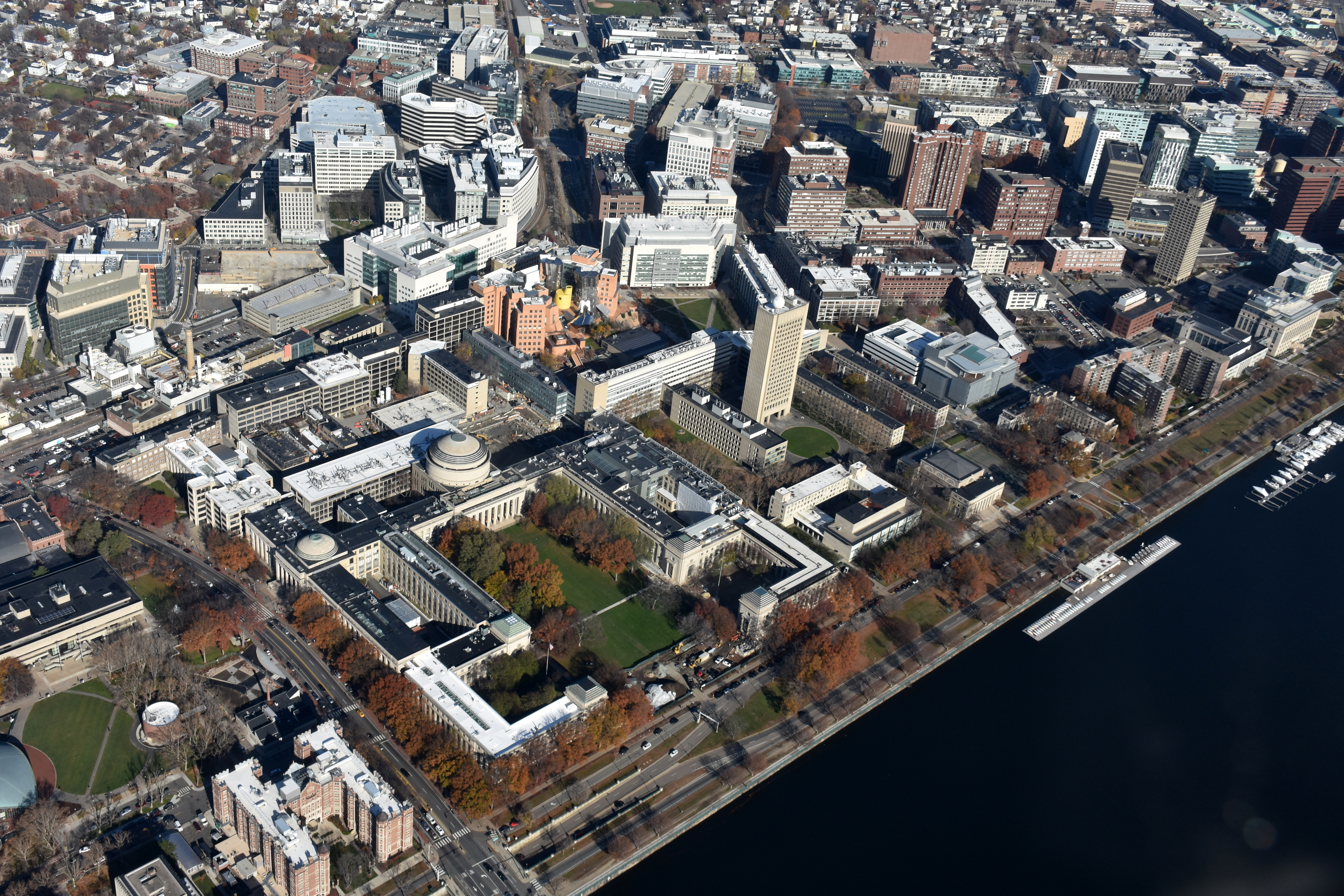
الحرم المركزي والشرقي لمعهد ماساتشوستس للتكنولوجيا من فوق جسر هارفارد. يسار المركز تقع القبة الكبرى فوق ساحة كيليان، وبالخلف مركز ستاتا.

يضم معهد ماساتشوستس للتكنولوجيا مفاعلًا نوويًا داخل الحرم الجامعي، وهو واحد من أقوى المفاعلات النووية الجامعية في الولايات المتحدة. أثار وجود مبنى احتواء المفاعل في منطقة مكتظة بالسكان جدلاً، لكن المعهد يؤكد أنه مؤمن بشكل جيد.
يُعرف مركز "MIT نانو" أيضًا بالمبنى رقم 12، وهو مرفق متعدد التخصصات مخصص لأبحاث النانو. تبلغ مساحة غرف التنظيف والأبحاث فيه 9,300 متر مربع، وتُعد أكبر منشأة بحثية من نوعها في البلاد، ويُطل على هذه المساحات واجهات زجاجية واسعة. بلغت تكلفة إنشائه 400 مليون دولار أمريكي، مما يجعله من أكثر المباني تكلفة في الحرم. يوفر المركز أيضًا إمكانات تصوير نانوية متقدمة مع أجنحة مخصصة لقياس الاهتزازات وتقنيات القياس الدقيقة، وهو قائم على قاعدة خرسانية ضخمة تحت الأرض تزن حوالي 2,300,000 كيلوجرام.
تشمل المرافق البارزة الأخرى في الحرم نفقًا هوائيًا مضغوطًا لاختبار الأبحاث الديناميكية الهوائية، وحوض سحب لاختبار تصميم السفن والهياكل البحرية، بالإضافة إلى جهاز "ألكاتور سي-مود"، الذي كان أكبر جهاز اندماج نووي تُشغله جامعة في السابق. كما اكتمل تركيب شبكة لاسلكية شاملة في الحرم في خريف 2005، وتتألف من حوالي 3,000 نقطة وصول تغطي مساحة 870,000 متر مربع في الحرم.

### الطراز المعماري

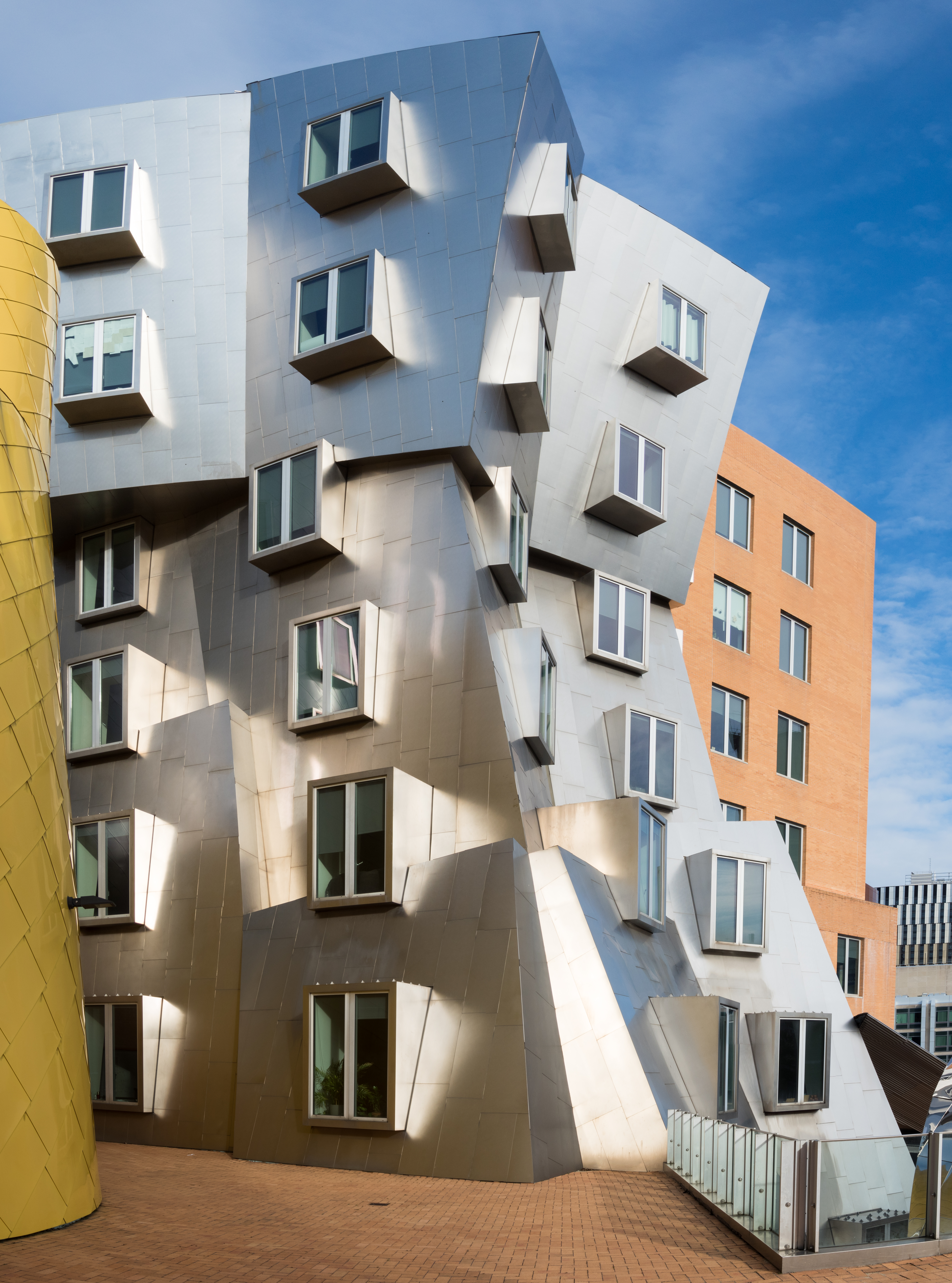
يضم مركز ستاتا مختبر علوم الحاسوب والذكاء الاصطناعي، ومعهد علوم المعلومات والأنظمة، وقسم اللغويات والفلسفة.

تأسست كلية العمارة في معهد ماساتشوستس للتكنولوجيا عام 1865، والتي تُعرف الآن بكلية العمارة والتخطيط، وكانت أول برنامج معماري رسمي في الولايات المتحدة، ولها تاريخ طويل في تكليف مبانٍ تقدمية. تُعرف أولى المباني التي شُيّدت في حرم كامبريدج، والتي اكتملت عام 1916، أحيانًا باسم "مباني ماكلورين" نسبةً إلى رئيس المعهد ريتشارد ماكلورين الذي أشرف على بنائها. صممها ويليام ويلز بوزورث، وكانت هذه المباني الضخمة مبنية من الخرسانة المسلحة، وهو أمر نادر آنذاك لمبنى غير صناعي — ناهيك عن مبنى جامعي — في الولايات المتحدة. تأثر تصميم بوزورث بحركة المدينة الجميلة في أوائل القرن العشرين، ويتميز بالقبة الكبرى التي تشبه البانثيون والتي تضم مكتبة باركر للهندسة. تطل القبة الكبرى على ساحة كيليان، حيث تقام حفلات التخرج سنويًا. نُقشت على الأشرطة الحجرية المغطية لمباني الحجر الجيري حول ساحة كيليان أسماء علماء وفلاسفة بارزين. ويُعتبر الفناء الواسع في المبنى رقم 7 الواقع في 77 شارع ماساتشوستس هو المدخل إلى "الممر اللانهائي" وبقية الحرم الجامعي.
تمثل مباني بايكر هاوس التي صممها ألفار ألتو (1947)، وكنيسة معهد ماساتشوستس للتكنولوجيا وقاعة كريزج التي صممها إيرو سارينن (1955)، ومباني جرين، دريفوس، لاندو، ووايزنر التي صممها آي. إم. باي، نماذج رفيعة المستوى من العمارة الحداثية بعد الحرب العالمية الثانية. وتبرز المباني الأحدث مثل مركز ستاتا الذي صممه فرانك جيري (2004)، وقاعة سيمونز التي صممها ستيفن هول (2002)، والمبنى رقم 46 الذي صممه تشارلز كوريا (2005)، وتوسعة مختبر الإعلام التي صممها فوميهيكو ماكي (2009)، وسط العمارة الكلاسيكية في منطقة بوسطن، وتعد أمثلة على ما يُعرف بـ"العمارة النجمية" المعاصرة في الحرم الجامعي. لم تحظ هذه المباني دائمًا بترحيب واسع؛ ففي عام 2010، أدرجت مراجعة برينستون معهد ماساتشوستس للتكنولوجيا ضمن قائمة تضم عشرين مدرسة صنفت فيها الحرم الجامعي بأنه "صغير، غير جذاب، أو كلاهما".

### سكن الطلاب
يضمن المعهد للطلاب الجامعيين السكن لمدة أربع سنوات في أحد مباني المهاجع الجامعية الـ 11 المخصصة للطلاب الجامعيين. يمكن لمن يعيشون في الحرم الجامعي الحصول على الدعم والإرشاد من طلاب الدراسات العليا المقيمين كمشرفين، ومستشاري السكن، ورؤساء المساكن من أعضاء الهيئة التدريسية. نظرًا لأن تعيينات السكن تتم بناءً على تفضيلات الطلاب أنفسهم، فإن ذلك يسمح بالحفاظ على أجواء اجتماعية متنوعة في مجموعات السكن المختلفة؛ فمثلًا، بحسب دليل "ذا إنسايدر" للجامعات الصادر عن صحيفة ييل ديلي نيوز عام 2010، "الانقسام بين الحرم الشرقي والحرم الغربي هو سمة مهمة لمعهد ماساتشوستس للتكنولوجيا. فقد اكتسب الحرم الشرقي سمعة كونه مركزًا لثقافة مغايرة مزدهرة." كما يضم المعهد 5 مبانٍ سكنية مخصصة لطلاب الدراسات العليا العزاب، ومبنيين سكنيين في الحرم للأسر الطلابية المتزوجة.

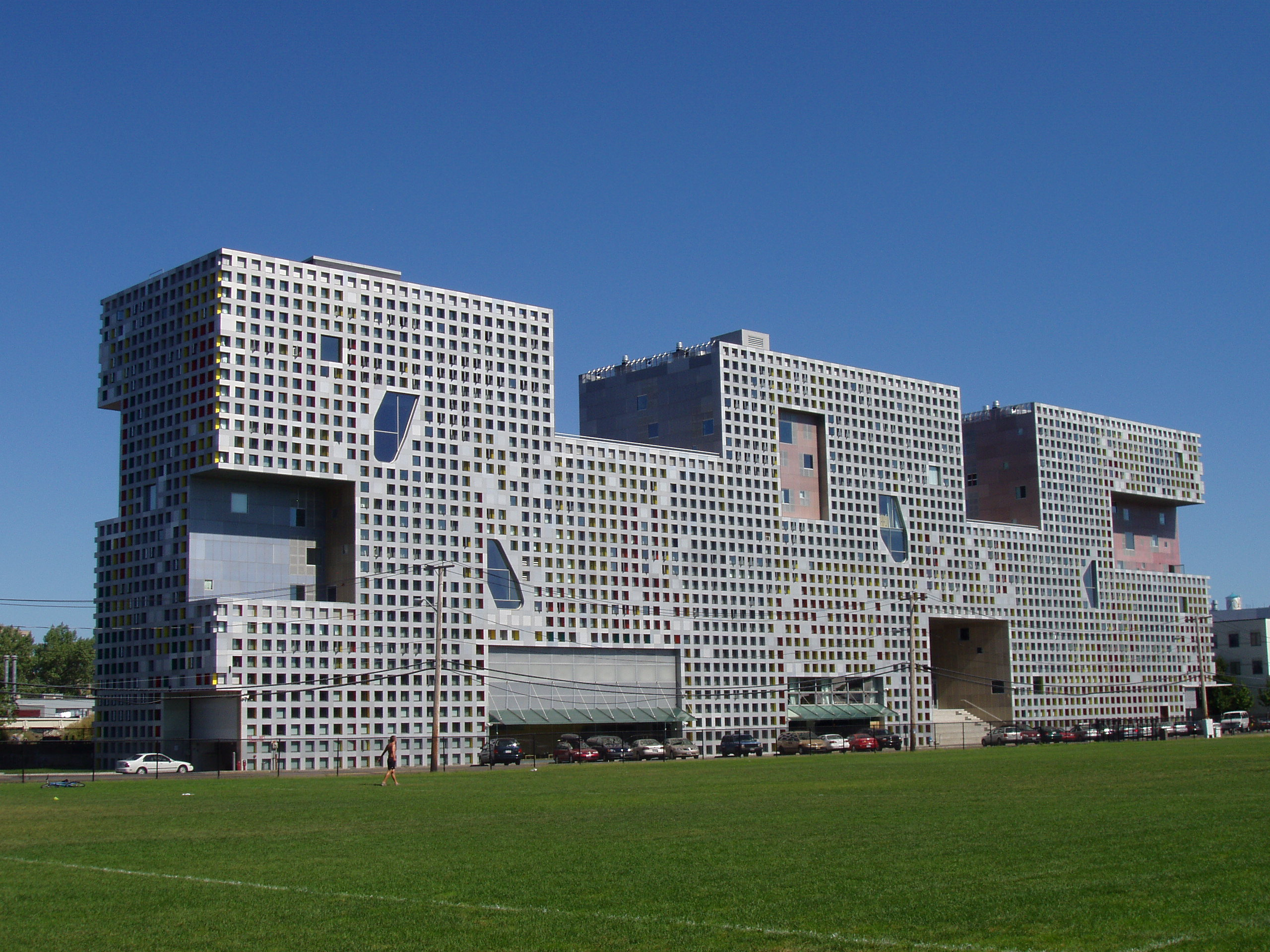
بناء سكن الطلاب الجامعي "سيمونز هول" الذي اكتمل بناءه في عام 2002.

يمتلك المعهد نظامًا نشطًا للسكن اليوناني وسكن التعاونيات، يشمل 36 أخوية، وأخويات نسائية، ومجموعات سكن مستقلة (تُعرف بالاختصار FSILGs). حتى عام 2015، كان 98% من جميع الطلاب الجامعيين يعيشون في مساكن تابعة للمعهد؛ وشارك 54% من الطلاب الذكور في الأخويات، بينما انخرط 20% من الطالبات في الأخويات النسائية. تقع معظم مجموعات FSILGs عبر النهر في منطقة باك باي بالقرب من موقع تأسيس المعهد، ويوجد أيضًا تجمع للأخويات في الحرم الغربي المطِل على حوض نهر تشارلز. بعد وفاة سكوت كروجر، طالب السنة الأولى في أخوية فاي جاما دلتا، بسبب حادث متعلق بالكحول في عام 1997، اشترط المعهد بدءًا من عام 2002 أن يقيم جميع الطلاب الجدد في نظام المهاجع. وبما أن مجموعات السكن المستقلة كانت تستضيف سابقًا ما يصل إلى 300 طالب جديد خارج الحرم، لم يكن بالإمكان تطبيق السياسة الجديدة إلا بعد افتتاح مبنى سيمونز هول في ذلك العام.
في عام 2013–2014، أغلق المعهد فجأة هول بيكسلي، وهو سكن طلابي جامعي، ثم هدمه بسبب أضرار مائية واسعة جعلت إصلاحه غير ممكن. وفي عام 2017، أغلق المعهد سينيور هاوس بعد قرن من استخدامه كسكن جامعي. وفي نفس العام، نشر مسؤولو المعهد بيانات أظهرت أن 60% فقط من سكان سينيور هاوس تخرجوا خلال أربع سنوات. أما في الحرم الجامعي بشكل عام، فمعدل التخرج خلال أربع سنوات يبلغ 84% (ويزيد معدل التخرج التراكمي بشكل ملحوظ).

### العقارات خارج الحرم
يمتلك معهد ماساتشوستس للتكنولوجيا عقارات تجارية كبيرة في كامبريدج يدفع عنها ضرائب عقارية، بالإضافة إلى دفعات طوعية إضافية بدل الضرائب على المباني الأكاديمية التي تُعفى قانونيًا من الضرائب. واعتبارًا من عام 2017، يعد المعهد أكبر دافع للضرائب في المدينة، حيث يسهم بحوالي 14% من إيرادات المدينة السنوية. تشمل ممتلكاته ميدان التكنولوجيا، وأجزاء من ساحة كيندال، وحديقة الجامعة، والعديد من العقارات في كامبريدجبورت والمنطقة 4 المجاورة للحرم الرئيسي. تُحتفظ بهذه الأراضي لأغراض استثمارية وللتوسع المحتمل على المدى الطويل.

## التنظيم والإدارة

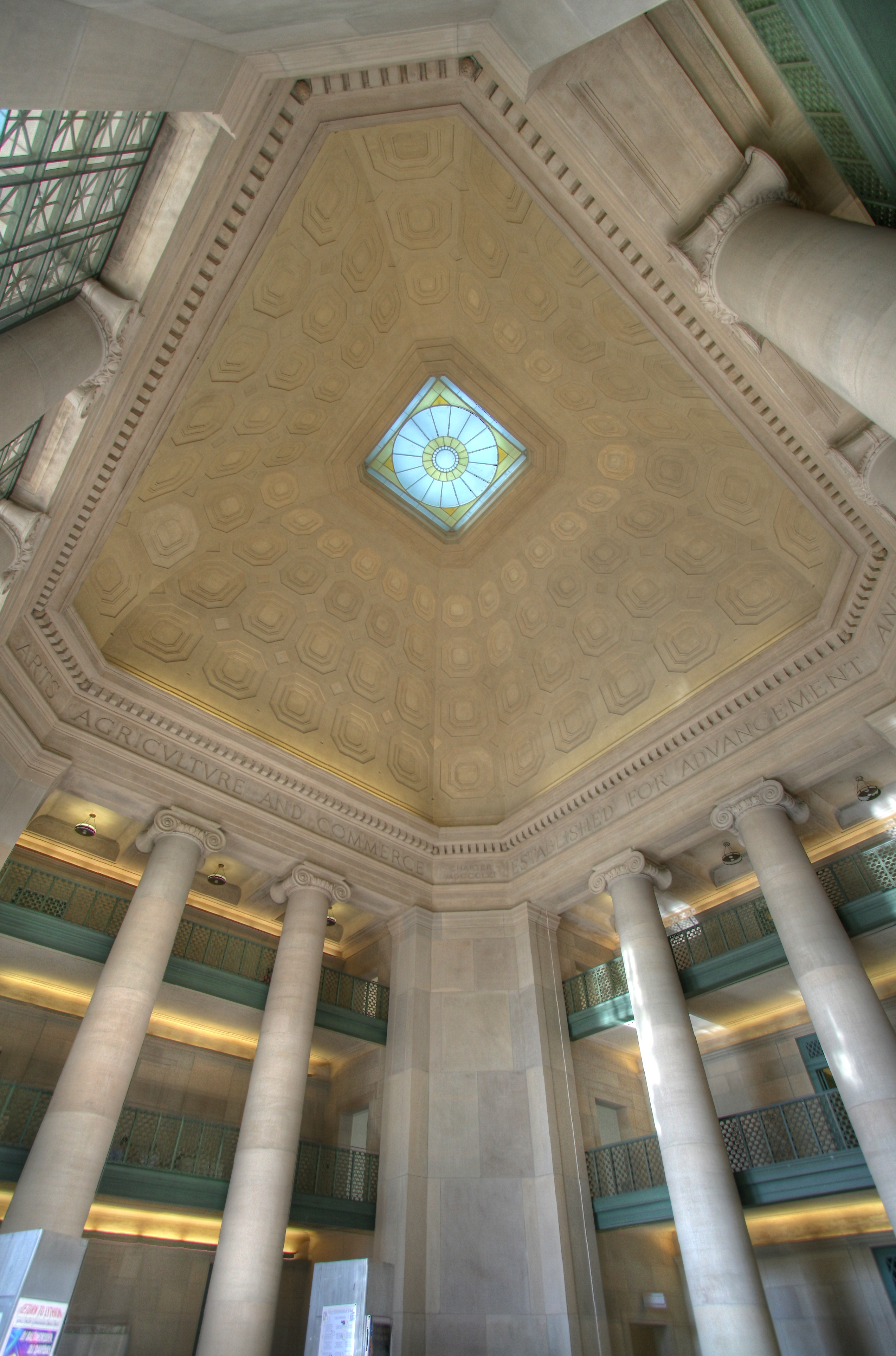
بهو رقم 7 في 77 شارع ماساتشوستس وهو المدخل الرئيسي للحرم الجامعي.

معهد ماساتشوستس للتكنولوجيا هو مؤسسة غير ربحية مرخصة من الدولة ويُدار بواسطة مجلس خاص يُعرف باسم مؤسسة معهد ماساتشوستس للتكنولوجيا. يتألف المجلس من 60 إلى 80 عضوًا في أي وقت، بعضهم بفترات محددة، وبعضهم بتعيينات مدى الحياة، وثمانية أعضاء يشغلون مناصبهم بحكم مناصبهم الأخرى. يوافق المجلس على الميزانية، والبرامج الجديدة، والدرجات العلمية، وتعيينات أعضاء الهيئة التدريسية، كما ينتخب رئيسًا لإدارة الجامعة ورئاسة هيئة التدريس في المعهد. الرئيس الحالي هو سالي كورنبلوث، عالمة أحياء خلوية وسابقة لمنصب المدير الأكاديمي في جامعة ديوك، والتي أصبحت الرئيسة الثامنة عشر لمعهد ماساتشوستس للتكنولوجيا في يناير 2023.
يضم المعهد خمس كليات (العلوم، والهندسة، والعمارة والتخطيط، والإدارة، والعلوم الإنسانية والفنون والعلوم الاجتماعية)، وكلية واحدة هي كلية شوارتزمان للحوسبة، لكنه لا يحتوي على كليات للحقوق أو الطب. تسيطر لجان هيئة التدريس على العديد من جوانب المناهج الدراسية والبحثية وحياة الطلاب والشؤون الإدارية في المعهد. يرأس كل قسم أكاديمي رئيس يُبلغ عميد الكلية التابعة له، والذي بدوره يرفع التقارير إلى المدير الأكاديمي تحت إشراف الرئيس. كما تُقيّم الأقسام الأكاديمية من خلال "لجان الزائرين"، وهي هيئات متخصصة تتألف من أعضاء في المجلس وخبراء خارجيين يراجعون أداء وأنشطة واحتياجات كل قسم.
تُدار أصول المعهد من الأموال الوقفية والعقارات وغيرها من الموارد المالية عبر شركة إدارة استثمارات معهد ماساتشوستس للتكنولوجيا، وهي شركة فرعية لمؤسسة المعهد أُنشئت عام 2004. كانت الأموال الوقفية مصدرًا ثانويًا للإيرادات لمعظم تاريخ المعهد، لكن دورها في عمليات المعهد ازداد بسبب عوائد الاستثمار القوية منذ التسعينيات، مما جعلها واحدة من أكبر الأموال الوقفية للجامعات الأمريكية. من بين ممتلكاتها حصة الأغلبية في شركة بوز، المصنعة لمعدات الصوت، بالإضافة إلى محفظة عقارات تجارية في ساحة كيندال.

## الأكاديميات
يُعد معهد ماساتشوستس للتكنولوجيا جامعة بحثية كبيرة ذات طابع سكني عالي، حيث يشكل التسجيل في برامج الدراسات العليا والبرامج المهنية الغالبية العظمى من الطلاب. حصل المعهد على اعتماد من رابطة نيو إنجلاند للمدارس والكليات منذ عام 1929. يعمل المعهد بنظام أكاديمي يتبع تقويم 4-1-4، حيث يبدأ الفصل الدراسي الخريفي بعد يوم العمال وينتهي في منتصف ديسمبر، يتبعه فترة نشاطات مستقلة مدتها 4 أسابيع في شهر يناير، ثم يبدأ الفصل الدراسي الربيعي في أوائل فبراير وينتهي في أواخر مايو.

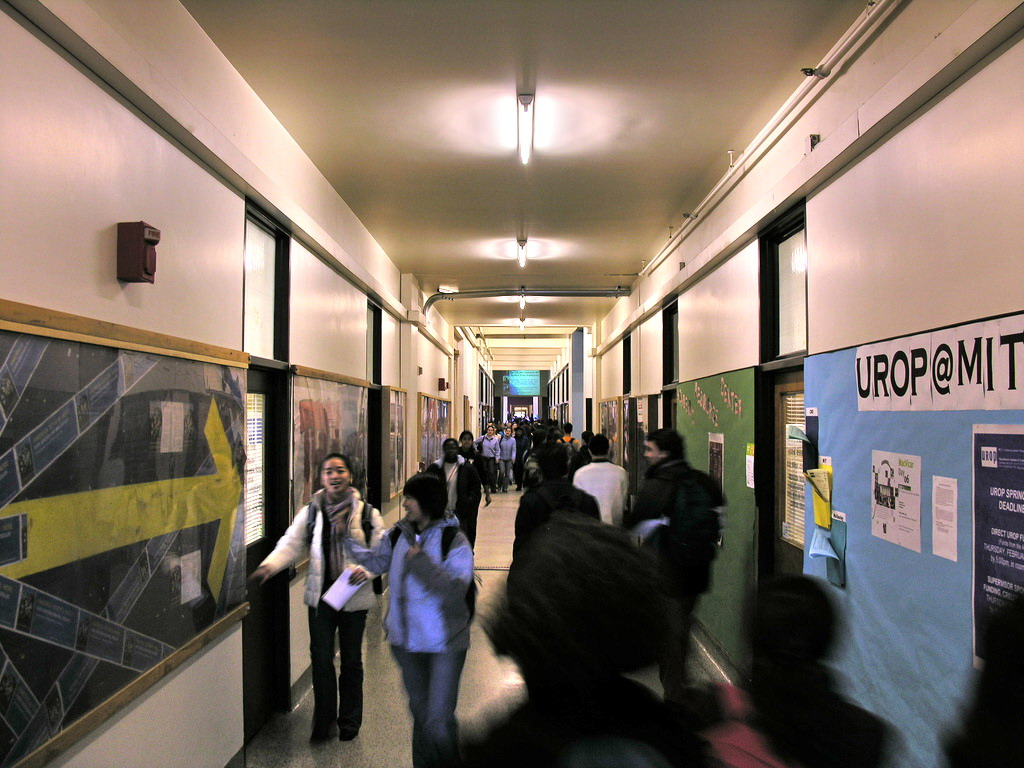
الممر اللامتناهي وهو الممر الرئيسي الذي يمر عبر الحرم الجامعي.

يشير طلاب المعهد إلى تخصصاتهم وفصولهم الدراسية باستخدام أرقام أو اختصارات فقط. يتم ترقيم الأقسام وتخصصاتها الرئيسية تقريبًا حسب ترتيب تأسيسها؛ فعلى سبيل المثال، الهندسة المدنية والبيئية هي الدورة رقم 1، بينما اللغويات والفلسفة هي الدورة رقم 24. الطلاب المتخصصون في الهندسة الكهربائية وعلوم الحاسوب، وهي أكثر الأقسام شعبية، يعرفون أنفسهم مجتمعيًا باسم "الدورة 6". يستخدم طلاب المعهد مزيجًا من رقم قسم الدورة والرقم المخصص للفصل الدراسي لتحديد موادهم؛ فمثلاً، دورة الميكانيكا الكلاسيكية الحسابية التمهيدية تُعرف ببساطة باسم "8.01" (تنطق: ثمانية-صفر-واحد).

### برنامج البكالوريوس
يحافظ برنامج البكالوريوس الذي يمتد لأربع سنوات بدوام كامل على توازن بين التخصصات المهنية وتخصصات الفنون والعلوم. في عام 2010، وصفته مجلة يو إس نيوز بأنه "الأكثر انتقائية"، حيث يقبل عددًا قليلًا من الطلاب المحولين ويقبل فقط 4.1% من المتقدمين خلال دورة القبول 2020–2021. البرنامج يعتمد نظام القبول بغض النظر عن القدرة المالية للمتقدمين سواء كانوا من الداخل أو الخارج. يقدم المعهد 44 درجة بكالوريوس عبر كلياته الخمس. في العام الأكاديمي 2017–2018، تم منح 1,045 شهادة بكالوريوس في العلوم، وهي النوع الوحيد من درجات البكالوريوس التي يمنحها المعهد حاليًا. في فصل خريف 2011، كان قسم الهندسة الأكثر شعبية، حيث سجل 63% من الطلاب في 19 برنامجًا دراسيًا، يليه قسم العلوم بنسبة 29%، وقسم العلوم الإنسانية والفنون والعلوم الاجتماعية بنسبة 3.7%، وكلية سلون للإدارة بنسبة 3.3%، وكلية العمارة والتخطيط بنسبة 2%. أكبر برامج البكالوريوس كانت في الهندسة الكهربائية وعلوم الحاسوب (الدورة 6–2)، وعلوم الحاسوب والهندسة (الدورة 6–3)، والهندسة الميكانيكية (الدورة 2)، والفيزياء (الدورة 8)، والرياضيات (الدورة 18).

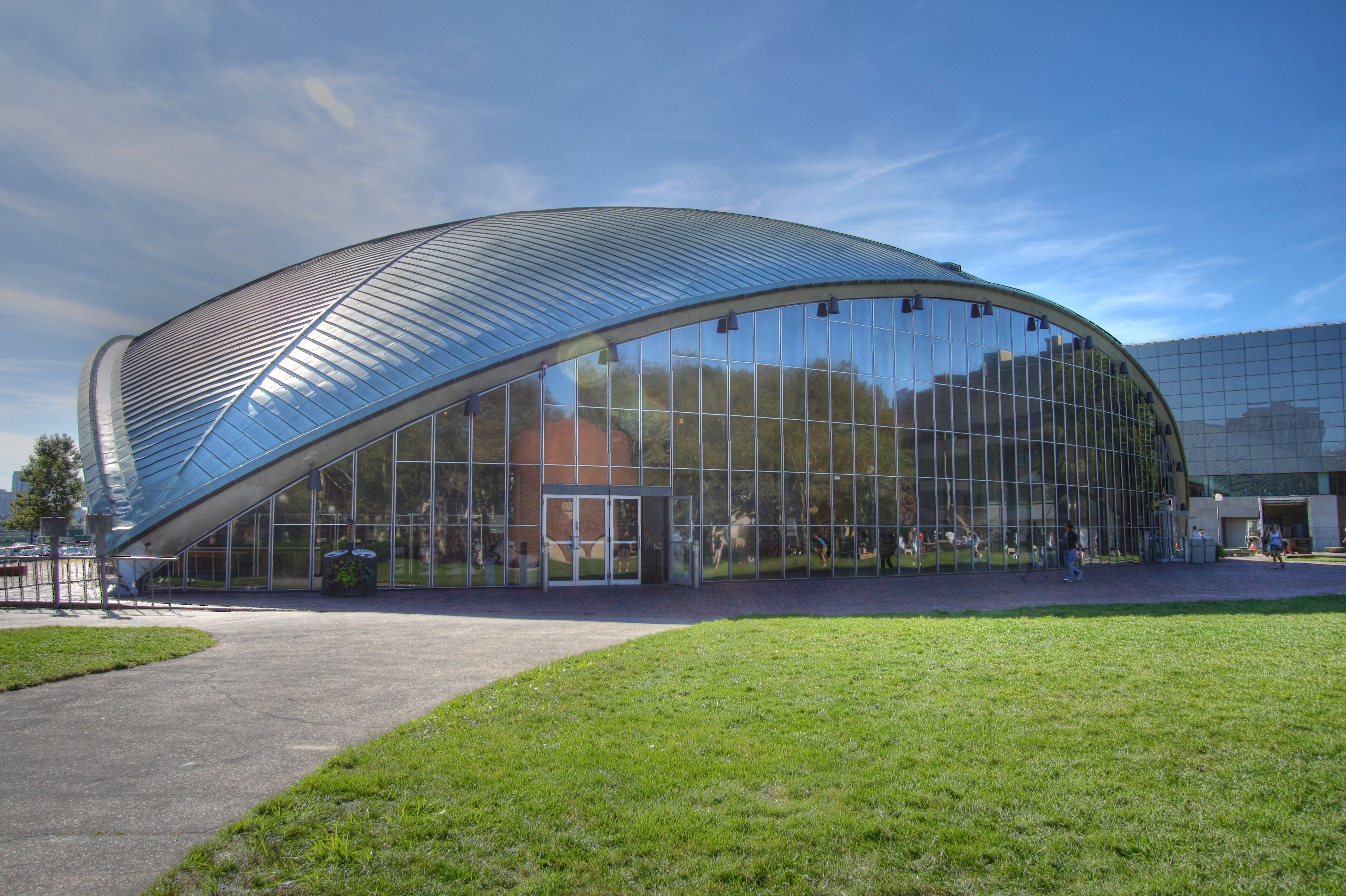
قاعة كريزج (1955) من تصميم إيرو سارينن هي مثال كلاسيكي على العمارة ما بعد الحرب.

يُطلب من جميع طلاب البكالوريوس إكمال منهج أساسي يسمى متطلبات المعهد العامة. تشمل متطلبات العلوم، التي تُنجز عادة في السنة الأولى كمقررات تمهيدية لتخصصات العلوم والهندسة، فصلين دراسيين في الفيزياء، فصلين في حساب التفاضل والتكامل، فصل دراسي في الكيمياء، وفصل دراسي في الأحياء. هناك أيضًا متطلب مختبر يُستكمل عادةً في مقرر دراسي ضمن التخصص الرئيسي. تتضمن متطلبات العلوم الإنسانية والفنون والعلوم الاجتماعية ثمانية فصول دراسية في هذه المجالات، بما في ذلك فصل واحد على الأقل من كل قسم، بالإضافة إلى المقررات المطلوبة لتركيز معين في قسم من أقسام العلوم الإنسانية والفنون والعلوم الاجتماعية . تحت متطلبات التواصل، يجب أن تكون اثنتان من فصول العلوم الإنسانية والفنون والعلوم الاجتماعية بالإضافة إلى اثنتين من فصول التخصص، "مكثفة في التواصل"، وتشمل "تعليم وممارسة مكثفة في العرض الشفهي". وأخيرًا، يُطلب من جميع الطلاب اجتياز اختبار السباحة، كما يجب على الرياضيين غير الرسميين حضور أربع فصول دراسية في التربية البدنية.
تعتمد معظم الفصول الدراسية على مزيج من المحاضرات، والجلسات النقاشية التي يديرها أساتذة مساعدين أو طلاب دراسات عليا، ومجموعات تمارين أسبوعية، بالإضافة إلى اختبارات أو امتحانات دورية. على الرغم من أن وتيرة وصعوبة مقررات معهد ماساتشوستس للتكنولوجيا غالبًا ما يُشبّه بـ"الشرب من خرطوم مياه عالي الضغط"، إلا أن معدل بقاء الطلاب في السنة الأولى بالمعهد مشابه لجامعات بحثية أخرى. نظام التقييم "نجاح/بدون سجل" يخفف بعض الضغط عن طلاب السنة الأولى. في الفصل الدراسي الخريفي، يُكتفى في سجلات الطلاب الجدد بالإشارة إلى أنهم اجتازوا المادة فقط، دون تسجيل أي درجات أخرى. أما في الفصل الربيعي، فتظهر الدرجات الناجحة (A، B، C) في السجل، بينما لا تُسجل الدرجات غير الناجحة. (كان نظام التقييم "نجاح/بدون سجل" معمولاً به طوال السنة الأولى، لكن تم تعديله لدفعة عام 2006 لمنع استغلال النظام بإتمام المواد التخصصية المطلوبة في السنة الأولى.) كما يمكن للطلاب الجدد الانضمام إلى مجتمعات تعليمية بديلة، مثل مجموعة الدراسة التجريبية ومجموعة ومجموعة كونكورز، أو تيراسكوب.

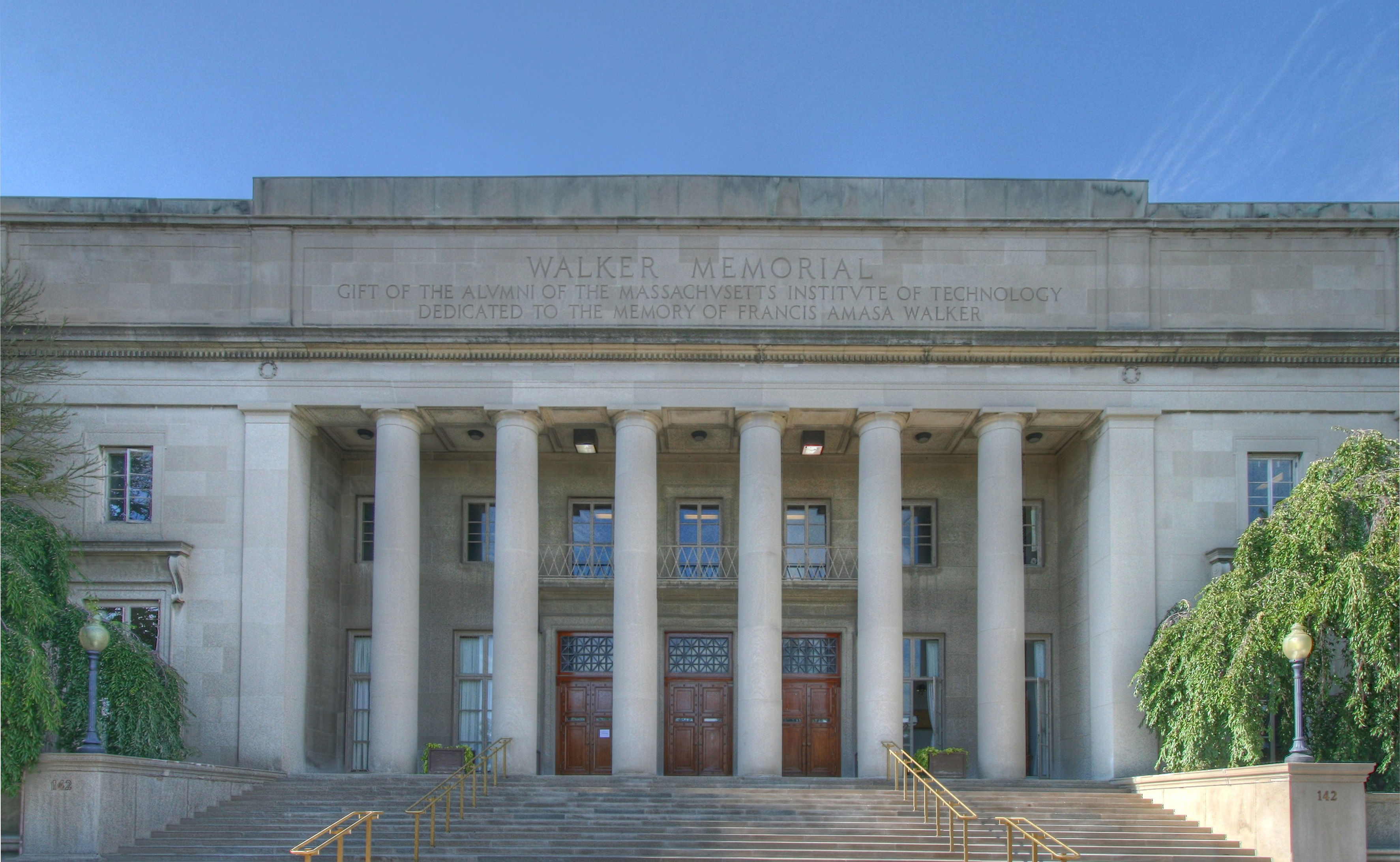
مبنى ووكر ميموريال هو نصب تذكاري للرئيس الرابع لمعهد ماساتشوستس للتكنولوجيا، فرانسيس أماسا ووكر.

يشجع منهج معهد ماساتشوستس للتكنولوجيا الطلاب على تطبيق المعرفة العلمية في مجالات عملية، وهو الفكرة التي يلخصها شعار المعهد "العقل واليد". تركز الدورات على استخدامات المعرفة الهندسية في مجالات مثل مسابقات تصميم المنتجات وتصميم أنظمة التحكم. في عام 1969، أسست مارغريت ماكفيكار برنامج فرص البحث للطلاب الجامعيين لتمكين الطلاب من التعاون المباشر مع أعضاء هيئة التدريس والباحثين. ينضم الطلاب إلى مشاريع بحثية أو يبدأونها للحصول على اعتماد أكاديمي أو أجر مالي أو بشكل تطوعي، وذلك من خلال إعلانات على موقع البرنامج أو بالتواصل المباشر مع الأساتذة. يشارك غالبية طلاب البكالوريوس في البرنامج. كثير من الطلاب ينشرون أبحاثًا، ويتقدمون بطلبات براءات اختراع، أو يطلقون شركات ناشئة بناءً على خبراتهم في البرنامج. وقد تم تقليد هذا البرنامج على نطاق واسع في جامعات أمريكية أخرى.
في عام 1970، نشر بنسون ر. سنايدر، عميد العلاقات في المعهد آنذاك، كتاب "المنهج الخفي"، حيث جادل بأن التعليم في المعهد غالبًا ما يُهمَل لصالح اتباع مجموعة من التوقعات غير المكتوبة، وأن التخرج بدرجات جيدة كان في الغالب نتيجة فهم نظام المعهد وليس التعليم المتين. الطالب الناجح، حسب سنايدر، هو الذي يستطيع تمييز المتطلبات الرسمية التي يمكن تجاهلها مقابل القواعد غير المعلنة التي يجب اتباعها. على سبيل المثال، قامت مجموعات الطلاب المنظمة بتجميع "كتب الدورة" – وهي مجموعات من مسائل التمارين وأسئلة الامتحانات مع إجاباتها ليستخدمها الطلاب اللاحقون كمرجع. وقد رأى سنايدر أن هذا النوع من التلاعب بالنظام يعيق تطوير عقلية إبداعية ويساهم في استياء الطلاب واضطراباتهم.

### برنامج الدراسات العليا
يتمتع برنامج الدراسات العليا في معهد ماساتشوستس للتكنولوجيا بتكامل كبير مع البرنامج الجامعي، حيث يلتحق العديد من الطلاب المؤهلين بالدورات على كلا المستويين. يقدم المعهد برنامج دكتوراه شامل يشمل درجات في العلوم الإنسانية، والعلوم الاجتماعية، ومجالات العلوم والتكنولوجيا والهندسة والرياضيات، بالإضافة إلى درجات مهنية مثل ماجستير إدارة الأعمال. يوفر المعهد برامج دراسات عليا تمنح درجات أكاديمية مثل ماجستير العلوم ، ودرجات مهندس متعددة، ودكتوراه الفلسفة، ودكتوراه العلوم ، بالإضافة إلى برامج دراسات عليا متعددة التخصصات مثل برنامج الدرجة المشتركة بين الطب والدكتوراه (بالتعاون مع كلية الطب في هارفارد) وبرنامج مشترك في علم المحيطات مع مؤسسة وودز هول لعلوم المحيطات.

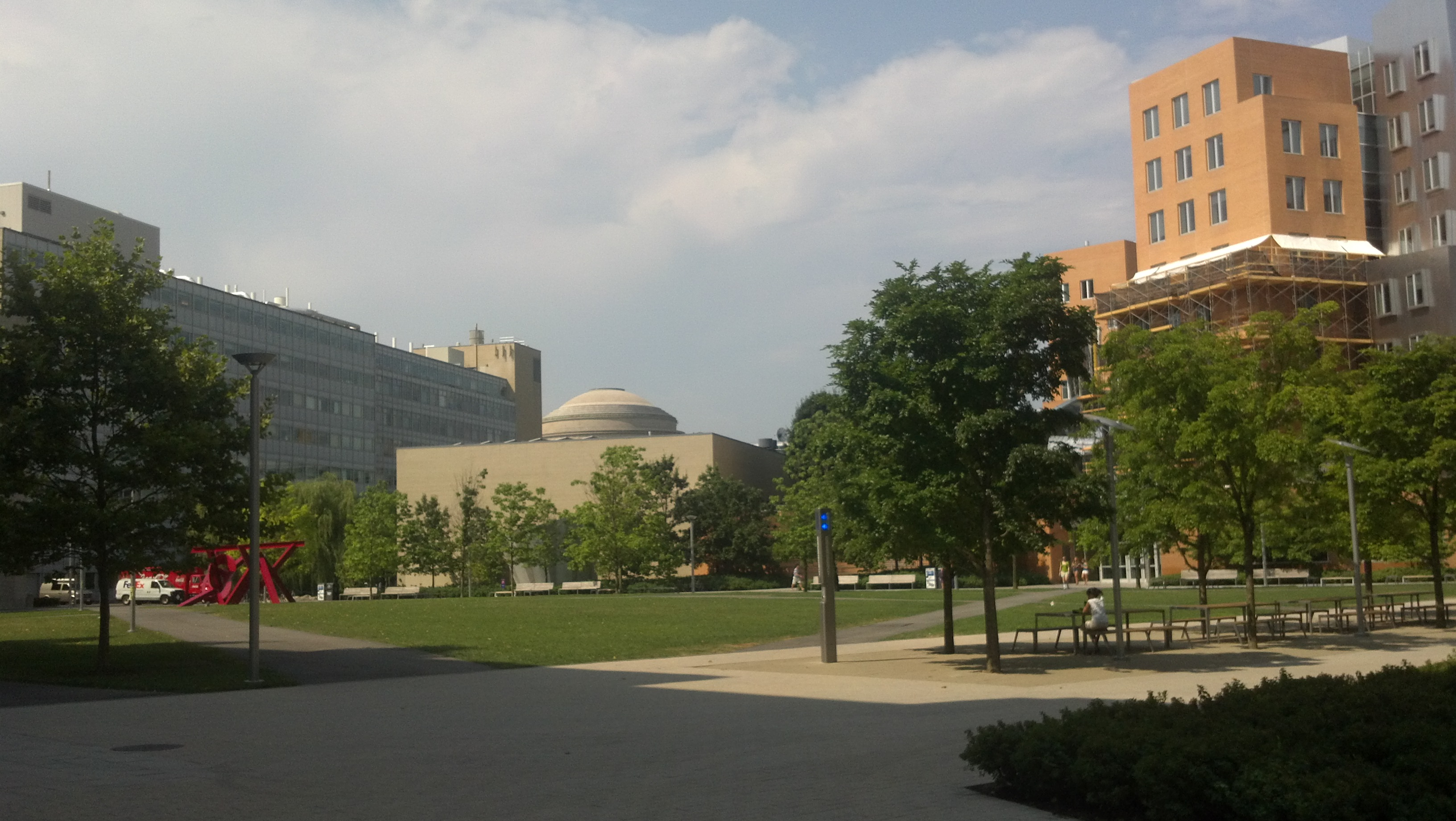
الحرم الرئيسي لمعهد ماساتشوستس للتكنولوجيا كما يظهر من شارع فاسار، حيث يُرى القبة العظيمة في الأفق ومركز ستاتا على اليمين.

يتم قبول الطلاب في برامج الدراسات العليا بطريقة لامركزية؛ حيث يتقدم المتقدمون مباشرة إلى القسم أو برنامج الدرجة المختار. أكثر من 90% من طلاب الدكتوراه يحصلون على دعم مالي من خلال الزمالات، أو مساعدات بحثية، أو مساعدات تدريسية.

### التصنيفات
يحتل معهد ماساتشوستس للتكنولوجيا مراكز ضمن الخمسة الأوائل في العديد من التصنيفات العامة للجامعات، وكذلك في تصنيفات تستند إلى تفضيلات الطلاب المعلنة. لسنوات عدة، صنفت مجلة الأخبار الأمريكية والعالمية، وتصنيفات الجامعات العالمية، والتصنيف الأكاديمي العالمي للجامعات، كلية الهندسة في معهد ماساتشوستس للتكنولوجيا في المرتبة الأولى، كما فعل تقرير المجلس الوطني للبحوث لعام 1995. في نفس القوائم، تأتي أقوى إنجازات المعهد خارج مجال الهندسة في علوم الحاسوب، والعلوم الطبيعية، وإدارة الأعمال، والعمارة، والاقتصاد، واللغويات، والرياضيات، وبدرجة أقل في العلوم السياسية والفلسفة.
وقد اعترفت مجلة التعليم العالي بمعهد ماساتشوستس للتكنولوجياكواحدة من "العلامات التجارية الست الكبرى" في العالم في تصنيف السمعة العالمية للجامعات، إلى جانب جامعات بيركلي، وكامبريدج، وهارفارد، وأوكسفورد، وستانفورد. في عام 2019، تم تصنيفها في المرتبة الثالثة بين الجامعات حول العالم حسب تصنيف مؤسسات سكيماغو. وفي عام 2017، صنفت مجلة التعليم العالي معهد ماساتشوستس للتكنولوجيا في المرتبة الثانية بين جامعات الفنون والعلوم الإنسانية. وكان ترتيب معهد ماساتشوستس للتكنولوجيا في جدول مؤشر الطبيعة السنوي لعام 2015 هو السابع، وفي 2017 السادس، وهو المؤشر الذي يقيس أكبر المساهمين في الأوراق العلمية المنشورة في 82 مجلة رائدة. كما صنف باحثون من جامعة جورجتاون معهد ماساتشوستس للتكنولوجيا في المرتبة الثالثة في الولايات المتحدة من حيث العائد على الاستثمار خلال عشرين سنة.

### التعاونات
كان للجامعة دور رائد تاريخياً في التعاون البحثي والتدريبي بين الأوساط الأكاديمية والصناعة والحكومة. في عام 1946، أسس الرئيس كومبتون، وأستاذ مدرسة هارفارد للأعمال جورج دوري، ورئيس مجلس إدارة صندوق مستثمري ماساتشوستس ميريل جريسولد، شركة البحث والتطوير الأمريكية، وهي أول شركة أمريكية لرأس المال المخاطر. في عام 1948، أسس كومبتون برنامج الارتباط الصناعي في معهد ماساتشوستس للتكنولوجيا. خلال أواخر ثمانينيات وبداية تسعينيات القرن العشرين، اتهم سياسيون ورجال أعمال أمريكيون معهد ماساتشوستس للتكنولوجيا وجامعات أخرى بالمساهمة في تدهور الاقتصاد عن طريق نقل الأبحاث والتكنولوجيا الممولة من دافعي الضرائب إلى شركات دولية، وخاصة يابانية، كانت تنافس الشركات الأمريكية المتعثرة. من ناحية أخرى، أدى التعاون الواسع بين المعهد والحكومة الفيدرالية في مشاريع البحث إلى تعيين عدة قادة في المعهد كمستشارين علميين للرئيس منذ عام 1940. أسس المعهد مكتبًا في واشنطن عام 1991 لمواصلة الضغط السياسي الفعال من أجل تمويل البحث وسياسة العلوم الوطنية.
بدأت وزارة العدل الأمريكية تحقيقًا في عام 1989، وفي عام 1991 رفعت دعوى لمكافحة الاحتكار ضد معهد ماساتشوستس للتكنولوجيا، وثماني جامعات من رابطة اللبلاب، وإحدى عشرة مؤسسة أخرى، بتهمة التواطؤ في تثبيت الأسعار خلال اجتماعات سنوية تعرف باسم "اجتماعات التداخل"، التي كانت تهدف إلى منع حروب العطاءات على الطلاب الواعدين، لحماية أموال المنح الدراسية المخصصة على أساس الحاجة. بينما قامت مؤسسات رابطة اللبلاب بتسوية القضية، قاوم معهد ماساتشوستس للتكنولوجيا التهم بحجة أن هذا السلوك لم يكن مناهضًا للمنافسة لأنه يضمن توفر المساعدات لأكبر عدد من الطلاب. وفي النهاية، انتصر المعهد عندما أسقطت وزارة العدل القضية في عام 1994.
يقع معهد ماساتشوستس للتكنولوجيا بالقرب من جامعة هارفارد (المعروفة باسم "المدرسة الأخرى أعلى النهر")، وقد أدى ذلك إلى تعاونات بحثية كبيرة مثل قسم هارفارد-معهد ماساتشوستس للتكنولوجيا لعلوم وتكنولوجيا الصحة ومعهد برود. بالإضافة إلى ذلك، يمكن لطلاب المدرستين التسجيل المتبادل للحصول على اعتمادات تُحتسب في شهادات جامعاتهم دون أي رسوم إضافية. كما يوجد برنامج تسجيل متبادل بين معهد ماساتشوستس للتكنولوجيا وكلية ويلزلي منذ عام 1969، وفي عام 2002 أطلق معهد كامبريدج-معهد ماساتشوستس للتكنولوجيا برنامج تبادل طلابي جامعي بين معهد ماساتشوستس للتكنولوجيا وجامعة كامبريدج. كما لدى معهد ماساتشوستس للتكنولوجيا شراكة طويلة الأمد مع كلية إمبريال في لندن تشمل تبادل الطلاب والتعاون البحثي. وتم تأسيس برامج تسجيل متبادل أكثر تواضعاً مع جامعة بوسطن، وجامعة برانديز، وجامعة تافتس، وكلية ماساتشوستس للفنون، ومدرسة متحف الفنون الجميلة في بوسطن.
يحافظ معهد ماساتشوستس للتكنولوجيا على علاقات بحثية وأكاديمية كبيرة مع مؤسسات بحثية مستقلة في منطقة بوسطن، مثل مختبر تشارلز ستارك درابر، ومعهد وايتهيد للبحوث الطبية الحيوية، ومؤسسة وودز هول لأبحاث المحيطات. وتشمل التعاونات البحثية والتعليمية الدولية الجارية معهد أمستردام للحلول المتقدمة للمدن، وتحالف سنغافورة-معهد ماساتشوستس للتكنولوجيا، ومعهد ماساتشوستس للتكنولوجيا-بوليتكنيكو دي ميلانو، وبرنامج معهد ماساتشوستس للتكنولوجيا-سرقسطة للوجستيات الدولية، ومشاريع أخرى في دول مختلفة من خلال برنامج مبادرات العلوم والتكنولوجيا الدولية الخاص بمعهد ماساتشوستس للتكنولوجيا.
تصدر مجلة التكنولوجيا السوقية "تكنولوجي ريفيو" عن معهد ماساتشوستس للتكنولوجيا من خلال شركة فرعية، كما تُصدر نسخة خاصة تخدم أيضاً كمجلة للخريجين. وتعتبر دار نشر معهد ماساتشوستس للتكنولوجيا من دور النشر الجامعية الكبرى، حيث تصدر أكثر من 200 كتاب و30 مجلة سنوياً، مع التركيز على العلوم والتكنولوجيا وكذلك الفنون، والهندسة المعمارية، والوسائط الجديدة، والقضايا الاجتماعية والأحداث الجارية.
أسس مركز ميكروفوتونيكس في معهد ماساتشوستس للتكنولوجيا و فوتوندلتا خارطة الطريق العالمية للفوتونيكس المتكامل: خارطة أنظمة الفوتونيكس المتكاملة الدولية. تم نشر الطبعة الأولى في 2020. تجمع الخارطة بين خريطتين مستقلتين سابقًا: خارطة آي بي إس آر لمركز ميكروفوتونيكس في معهد ماساتشوستس للتكنولوجيا و آي آي إم فوتونيكس في الولايات المتحدة، ومنتدى رسم خرائط التكنولوجيا العالمي الخاص بـ فوتوندلتا في أوروبا. في عام 2022، تبرعت منظمة أوبن فيلانثروبي بمبلغ 13,277,348 دولارًا لمعهد ماساتشوستس للتكنولوجيا لدراسة المخاطر المحتملة للذكاء الاصطناعي.

### المكتبات والمجموعات والمتاحف
يتكون نظام مكتبات معهد ماساتشوستس للتكنولوجيا من خمس مكتبات متخصصة: باركر (الهندسة)، ديوي (الاقتصاد)، هايدن (العلوم والعلوم الإنسانية)، لويس (الموسيقى)، وروتش (الفنون والهندسة المعمارية). كما توجد مكتبات وأرشيفات متخصصة أخرى. تحتوي المكتبات على أكثر من 2.9 مليون مجلد مطبوع، و2.4 مليون ميكروفيلم، و49,000 اشتراك في مجلات مطبوعة أو إلكترونية، و670 قاعدة بيانات مرجعية. خلال العقد الماضي، لوحظ توجه متزايد نحو الموارد الرقمية مقارنة بالموارد المطبوعة في المكتبات. من بين المجموعات البارزة مكتبة لويس للموسيقى التي تركز على الموسيقى في القرن العشرين والحادي والعشرين والموسيقى الإلكترونية، ومركز ليسيت للفنون البصرية الذي يعرض معارض دورية للفن المعاصر، ومعرض كومبتون الذي يقدم معارض متعددة التخصصات. تخصص معهد ماساتشوستس للتكنولوجيا نسبة من ميزانيته لكل بناء جديد وتجديد لدعم مجموعته الواسعة من الفن العام والمنحوتات الخارجية.
تأسس متحف معهد ماساتشوستس للتكنولوجيا في عام 1971، ويجمع ويحفظ ويعرض القطع الأثرية المهمة لثقافة وتاريخ المعهد. يشارك المتحف حالياً في برامج توعية تعليمية كبيرة للجمهور العام، بما في ذلك مهرجان كامبريدج للعلوم السنوي، وهو أول احتفال من نوعه في الولايات المتحدة. ومنذ عام 2005، كانت مهمته الرسمية "التواصل مع المجتمع الأوسع من خلال علوم معهد ماساتشوستس للتكنولوجيا وتكنولوجياته ومجالات دراسته الأخرى بطريقة تخدم الأمة والعالم في القرن الحادي والعشرين".

### البحث العلمي
تم انتخاب معهد ماساتشوستس للتكنولوجيا لعضوية رابطة الجامعات الأمريكية في عام 1934، ويصنف ضمن فئة "جامعات الدكتوراه – نشاط بحثي مرتفع جدًا". بلغت نفقات البحث العلمي 952 مليون دولار في عام 2017. كان أكبر مصدر للتمويل البحثي هو الحكومة الفيدرالية، حيث قدمت وزارة الصحة والخدمات الإنسانية 255.9 مليون دولار، ووزارة الدفاع 97.5 مليون دولار، ووزارة الطاقة 65.8 مليون دولار، ومؤسسة العلوم الوطنية 61.4 مليون دولار، ووكالة ناسا 27.4 مليون دولار. يوظف المعهد حوالي 1300 باحث بالإضافة إلى أعضاء هيئة التدريس. في عام 2011، قام أعضاء هيئة التدريس والباحثون في المعهد بالإبلاغ عن 632 اختراعًا، وتم إصدار 153 براءة اختراع، وحققوا دخلًا نقديًا قدره 85.4 مليون دولار، وتلقوا 69.6 مليون دولار كعوائد مالية. من خلال برامج مثل مركز ديشباندي، يستفيد أعضاء هيئة التدريس في المعهد من أبحاثهم واكتشافاتهم لتحويلها إلى مشاريع تجارية بملايين الدولارات.
في مجال الإلكترونيات، تم اختراع أو تطوير العديد من التقنيات مثل ذاكرة النواة المغناطيسية، والرادار، والترانزستورات أحادية الإلكترون، وأنظمة التوجيه بالقصور الذاتي على يد باحثي المعهد. كان هارولد يوجين إدجيرتون رائدًا في التصوير الفوتوغرافي عالي السرعة وتقنيات السونار. طور كلود إي. شانون معظم أسس نظرية المعلومات الحديثة، واكتشف تطبيق منطق بول في نظرية تصميم الدوائر الرقمية. في مجال علوم الحاسوب، قدم أعضاء هيئة التدريس والباحثون في المعهد مساهمات أساسية في علم التحكم الآلي، والذكاء الاصطناعي، ولغات البرمجة، وتعلم الآلة، والروبوتات، والتشفير. ارتبط بالمعهد تسعة فائزين بجائزة تورينغ وسبعة حاصلين على جائزة دريبر في الهندسة.
حصل أعضاء هيئة التدريس الحاليون والسابقون في الفيزياء على ثماني جوائز نوبل، وأربع ميداليات ديراك من المركز الدولي للفيزياء النظرية، وثلاث جوائز وولف، معظمها عن إسهاماتهم في نظرية الجسيمات دون الذرية والفيزياء الكمومية. كما حصل أعضاء قسم الكيمياء على ثلاث جوائز نوبل وجائزة وولف واحدة لاكتشافهم طرق تخليق جديدة. وفاز علماء الأحياء في المعهد بست جوائز نوبل عن إسهاماتهم في علم الوراثة والمناعة وعلم الأورام وعلم الأحياء الجزيئي. كان البروفيسور إريك لاندر أحد القادة الرئيسيين لمشروع الجينوم البشري. تم اكتشاف ذرات البوزيترونيوم والبنسلين الصناعي والجزيئات الصناعية ذاتية التكاثر والأسس الجينية لمرض التصلب الجانبي الضموري ومرض هنتنغتون لأول مرة في المعهد. أحدث جيروم ليتفين تحولًا في دراسة علم الإدراك من خلال بحثه "ما الذي يخبر به عين الضفدع دماغ الضفدع". كما طور الباحثون نظامًا لتحويل صور الرنين المغناطيسي إلى نماذج مادية مطبوعة ثلاثية الأبعاد.
في مجالات العلوم الإنسانية والفنون والعلوم الاجتماعية، حصل اقتصاديون من المعهد حتى أكتوبر 2019 على سبع جوائز نوبل وتسع ميداليات جون بيتس كلارك. ألّف اللغويان نعوم تشومسكي وموريس هالي نصوصًا رائدة في قواعد اللغة التوليدية والفونولوجيا. ويُعرف مختبر الوسائط في المعهد، الذي تأسس عام 1985 ضمن كلية العمارة والتخطيط، بأبحاثه غير التقليدية، وكان موطنًا لباحثين مؤثرين مثل المربي البنائي ومبتكر لغة "لوغو" سيمور بابرت.
عبر العديد من هذه المجالات، حصل خمسون شخصًا مرتبطًا بالمعهد على زمالة ماك آرثر (المعروفة باسم "منح العباقرة"). ويعمل أو تقاعد من المعهد خمسة كتاب فازوا بجائزة بوليتزر. كما أن أربعة من أعضاء هيئة التدريس الحاليين أو السابقين هم أعضاء في الأكاديمية الأمريكية للفنون والآداب.
حظيت ادعاءات سوء السلوك البحثي أو التجاوزات بتغطية إعلامية واسعة. فقد تورط البروفيسور ديفيد بالتيمور، الحاصل على جائزة نوبل، في تحقيق بشأن سوء السلوك بدأ عام 1986 وأدى إلى جلسات استماع في الكونغرس عام 1991. كما اتهم البروفيسور تيد بوستول إدارة المعهد منذ عام 2000 بمحاولة التستر على احتمال وجود سوء سلوك بحثي في مختبر لينكولن التابع للمعهد والمتعلق باختبار دفاع صاروخي باليستي، إلا أن التحقيق النهائي في هذه المسألة لم يُستكمل بعد. وتم فصل الأستاذ المشارك لوك فان باريج في عام 2005 بعد اتهامات بسوء السلوك العلمي، وثبتت إدانته بذلك من قبل مكتب النزاهة البحثية الأمريكي في عام 2009.
في عام 2019، أدرجت شركة كلاريفيت أناليتكس 54 عضوًا من هيئة التدريس في المعهد ضمن قائمتها "للباحثين ذوي الاستشهادات العالية"، ما وضع المعهد في المرتبة الثامنة بين جامعات العالم.

## الاكتشافات والابتكار

### العلوم الطبيعية
- الجين المسرطن: اكتشف روبرت وينبرغ الأساس الجيني للسرطان البشري.
- النسخ العكسي: عزل ديفيد بالتيمور فيروسات أورام الحمض النووي الريبي بشكل مستقل عام 1970 في معهد ماساتشوستس للتقنية.
- زمن الموت الحراري: أجرى صموئيل كيت بريسكوت وويليام ليمان أندروود، بين عامي 1895 و1898، أبحاثًا حول تعليب الأغذية، ثم وُجدت تطبيقاتها لاحقًا مفيدة في الأجهزة الطبية والأدوية ومستحضرات التجميل.
- التفاعل الكهروضعيف: اقترح ستيفن وينبرغ نظرية توحيد التفاعل الكهروضعيف، التي أدت إلى الصياغة الحديثة للنموذج القياسي في الفيزياء، عام 1967 في معهد ماساتشوستس للتقنية.

### علوم الحاسوب والعلوم التطبيقية
- تقنيات الشبكة السريعة: طور دانيال لوين وتوم لايتون شبكة توصيل محتوى أسرع، أصبحت الآن واحدة من أكبر منصات الحوسبة الموزعة في العالم، مسؤولة عن تقديم ما بين خمسة عشر وثلاثين بالمئة من حركة الإنترنت العالمية.
- التشفير: طور باحثو المعهد رون ريفست وآدي شامير ولينارد أدلمان أحد أوائل أنظمة التشفير بمفتاح عام العملية، وهو نظام التشفير الشهير، وأسسوا شركة للأمن الرقمي.
- الدوائر الرقمية: وضع كلود شانون، أثناء دراسته للماجستير في المعهد، نظرية تصميم الدوائر الرقمية التي مهدت الطريق للحواسيب الحديثة.
- الحبر الإلكتروني: تم تطويره بواسطة جوزيف جاكوبسون في مختبر الوسائط في المعهد.
- محرر النصوص الإلكتروني: بدأ تطويره في سبعينيات القرن العشرين في مختبر الذكاء الاصطناعي في المعهد.
- مسجل الرحلة (الصندوق الأسود): طور تشارلز ستارك دريبر الصندوق الأسود في مختبر الأجهزة في المعهد. كما صمم المختبر لاحقًا حاسوب توجيه أبولو الذي مكّن هبوط مركبات أبولو على القمر لصالح وكالة الفضاء الأمريكية.
- مشروع البرمجيات الحرة: أسس ريتشارد ستولمان رسميًا حركة البرمجيات الحرة عام 1983 بإطلاق مشروع البرمجيات الحرة في المعهد.
- لغة البرمجة جوليا: بدأ تطويرها عام 2009 على يد جيف بيزانسن وستيفان كاربينسكي وفيرال شاه وآلان إيدلمان، جميعهم في المعهد آنذاك، واستمر التطوير عبر مختبر البرمجة جوليا التابع للمعهد.
- لغة البرمجة ليسب: اخترعها جون مكارثي في المعهد عام 1958.
- كفاءة بطاريات الليثيوم أيون: أظهر يت-مينغ تشيانغ وفريقه في المعهد تحسنًا كبيرًا في أداء بطاريات الليثيوم أيون عبر زيادة موصلية المادة بإضافة الألمنيوم والنيوبيوم والزركونيوم.
- برنامج مكسيما: أحد أقدم أنظمة الجبر الحاسوبي متعددة الأغراض؛ ولا يزال الإصدار المفتوح المصدر مستخدمًا على نطاق واسع.
- الموارد التعليمية المفتوحة: بدأت حركة المصادر التعليمية المفتوحة عام 1999 عندما نشرت جامعة توبنغن الألمانية محاضرات مصورة عبر الإنترنت لمبادرة الخادم المتعدد الوسائط، لكن الحركة انطلقت فعليًا مع إطلاق مشروع الموارد التعليمية المفتوحة في معهد ماساتشوستس للتقنية ومبادرة التعلم المفتوح في جامعة كارنيغي ميلون في تشرين الأول 2002، ثم عززتها مشاريع مماثلة في جامعات ييل، وجامعة ولاية يوتا، وجامعة ميشيغان، وجامعة كاليفورنيا بيركلي.
- الطائرة الصغيرة بيرديكس: طائرة مسيّرة ذاتية التحكم تستخدم الذكاء الاصطناعي لتطير ضمن أسراب مع طائرات بيرديكس أخرى.
- مشروع ماك: أبحاث رائدة في أنظمة التشغيل، والذكاء الاصطناعي، ونظرية الحوسبة. مشروع ممول من وكالة مشاريع الأبحاث المتقدمة الدفاعية.
- الرادار: تم تطويره في مختبر الإشعاع في المعهد خلال الحرب العالمية الثانية.
- لوحة الرسم الإلكترونية: اخترعها إيفان ساذرلاند في المعهد (ضمن أطروحة الدكتوراه). مهدت الطريق لتفاعل الإنسان مع الحاسوب. وتعد سلف برامج التصميم بالحاسوب ونقلة نوعية في تطوير الرسوميات الحاسوبية.
- برنامج الجداول الحسابية: أول برنامج جداول بيانات لأجهزة الكمبيوتر الشخصية، صدر في البداية لأجهزة أبل اثنان عبر شركة فيزيكورب. استأجر خريجا المعهد دان بريكلين وبوب فرانكستون وقت استخدام الحاسوب المركزي في المعهد ليلاً مقابل دولار واحد للساعة.
- اتحاد الشبكة العالمية: أسسه تيم بيرنرز-لي عام 1994، وهو الهيئة الدولية الرئيسية لوضع معايير الشبكة العالمية.
- نظام النوافذ: نظام رائد مستقل عن بنية الحاسوب للواجهات الرسومية، ويستخدم على نطاق واسع في أنظمة يونكس ولينكس.

### الشركات وريادة الأعمال
أسس خريجو وأعضاء هيئة التدريس في معهد ماساتشوستس للتقنية العديد من الشركات، من بينها:
- أنالوج ديفايسز، 1965، المؤسسان راي ستاتا وماثيو لوربر
- بلاك روك، 1988، المؤسس بينيت غولوب
- بوز كوربوريشن، 1964، المؤسس عمار بوز
- بوسطن دايناميكس، 1992، المؤسس مارك رايبرت
- بازفيد، 2006، المؤسس المشارك جونا بيرتي
- دروب بوكس، 2007، المؤسسان درو هيوستن وآراش فردوسي
- هوليت-باكارد، 1939، المؤسس وليام هوليت
- هاف بوست، 2005، المؤسس المشارك جونا بيرتي
- إنتل، 1968، المؤسس روبرت نويس
- خان أكاديمي، 2008، المؤسس سلمان خان
- كوك إندستريز، 1940، المؤسس فريد كوك وأبناؤه ويليام وديفيد
- كوالكوم، 1985، المؤسسان إيروين جاكوبس وأندرو فيتربي
- رايثيون، 1922، المؤسس فانيفار بوش
- رينيسانس تكنولوجيز، 1982، المؤسس جيمس سيمونز
- سكيل أي آي، 2016، المؤسس ألكسندر وانغ
- تكساس إنسترومنتس، 1930، المؤسس سيسيل هوارد غرين
- تي إس إم سي، 1987، المؤسس موريس تشانغ
- في إم وير، 1998، المؤسس المشارك ديان غرين

## روابط خارجية
- موقع معهد ماساتشوستس للتقنية الرسمي